# Mobile Pentium

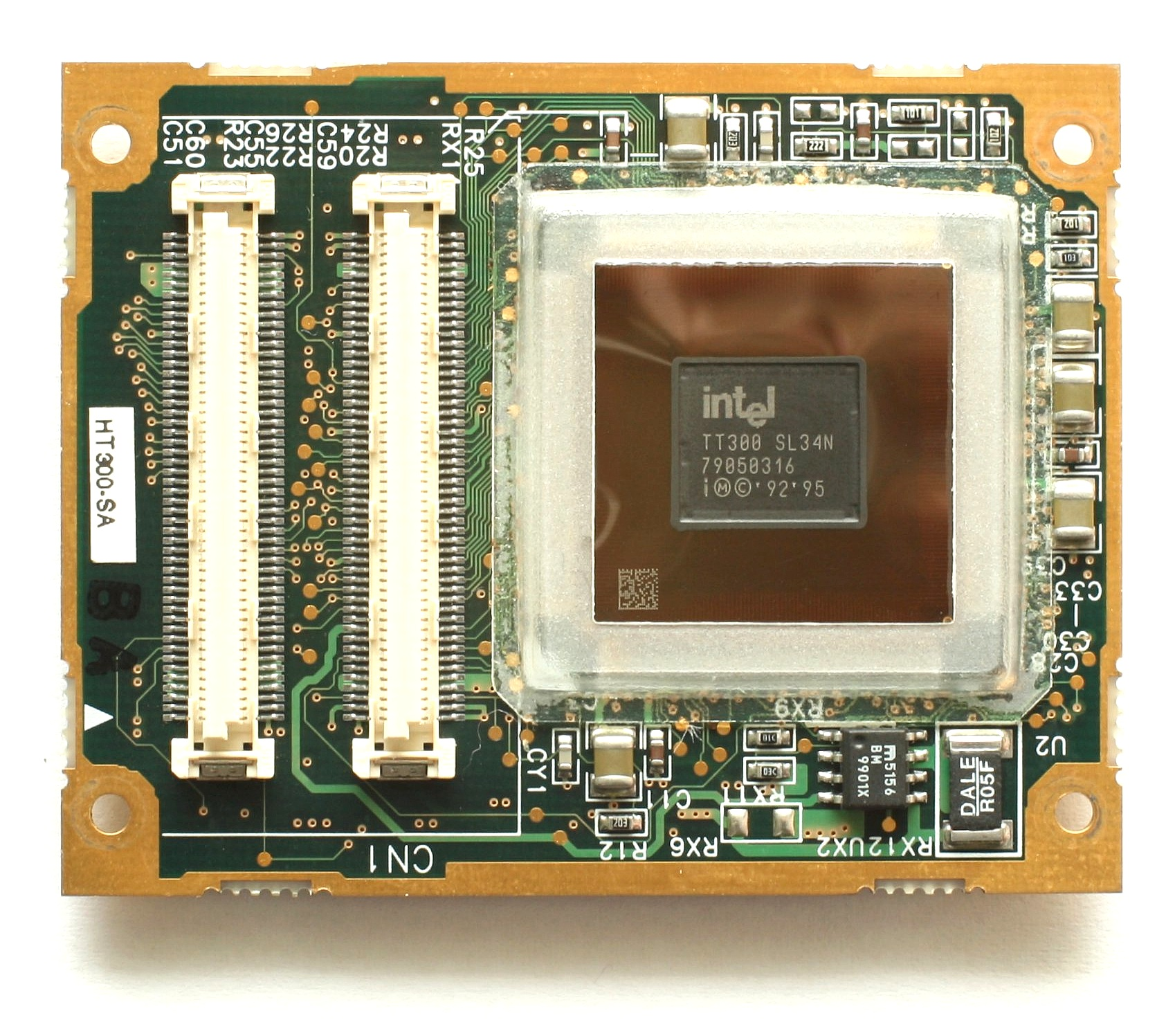
Mobile Pentium MMX

Mobile Pentium ist ein Produktname, den Intel seit 1997 für Notebookprozessoren verwendete. Zur Unterscheidung der Modellfamilien wurden dem Namen noch Zahlen (II, III, 4) oder Buchstaben (MMX, M) angehängt. Intels erster speziell für Notebooks entwickelter Prozessor hieß hingegen nicht Mobile Pentium, sondern Pentium M.